# Гидо Вестервеле
Гидо Вестервеле (на немски: Guido Westerwelle) е германски политик, лидер на Партията на свободните демократи (ПСД).
Вестервеле е юрист по образование и е член на Бундестага от 1996 г. От 2001 г. оглавява дясно-либералната ПСД. На федералните избори през септември 2009 г. ПСД печели 14,5% от гласовете, което я прави предпочитан партньор на канцлера Ангела Меркел и ХДС, на мястото на ГСДП. Вестервеле е вицеканцлер и министър на външните работи на ФРГ. Вестервеле е открито хомосексуален.
Гидо Вестервеле умира от левкемия на 18 март 2016 година в Кьолн.